# Angebliche Gewissheit
Die angebliche Gewissheit (englisch alleged certainty), auch als Annahme der Schlussfolgerung (englisch assuming the conclusion) bezeichnet, ist ein Fehlschluss. Hierbei wird eine Schlussfolgerung getätigt, obwohl die Prämisse lediglich angenommen und mit einem Scheinbeweis wie einem argumentum ad populum begründet wird und zudem kein ausreichender Beweis für diese Prämisse vorliegt.
Form: 
„Jeder weiß, dass X wahr ist. Deshalb ist X wahr.“